# Неоптолем (Понт)
 Тази статия е за понтийския генерал Неоптолем.  За персонажа от древногръцката митология вижте Неоптолем.  
Неоптолем (на гръцки: Νεοπτόλεμος; на латински: Neoptolemus) е генерал и адмирал на Понт по времето на Първата Митридатова война. Отговорен е за ранните победи срещу римляните и техните съюзници, но губи морска битка, с която фактически приключва войната.
Преди Първата Митридатова война Неоптолем трупа опит във военните кампании на Понт по северните брегове на Черно море, взимайки участие във военния поход на запад от Крим, вероятно достигайки до устието на Днестър, където е издигната крепост носеща неговото име. Също участва в походи на изток от Крим, при Азовско море, като взима участие в две битки при блатата в устието на река Дон, първата е конна битка върху замръзналите блата, а втората е военноморска битка на същото място, но през следващото лято.
През 89 г. пр.н.е. със започването на Първата Митридатова война, Неоптолем и брат му Архелай командват авангарда на главната войска на Митридат, побеждавайки Никомед IV Филопатор в битката при река Амния. Неоптолем побеждава и армията на римския пълководец Маний Аквилий, принуждавайки го да се оттегли в град Пергам. След тези две победи Митридат е в състояние да разшири своя контрол над по-голямата част от римската провинция в Азия, и да пренесе войната в Гърция.
Неоптолем придружава брат си в Гърция. По време на морската обсада на Сула над Атина и Пирея, той командва морските сили на Понт около Халкида, където претърпява поражение от един от лейтенантите на Сула, губейки 1500 души.
Последните известни данни за Неоптолем са през 85 г. пр.н.е. след като Митридат е изтласкан от територията на Гърция. Тогава като командващ флотата на Понт, защитавайки Хелеспонт претърпява и последната си загуба от Римската флота водена от Луций Лициний Лукул. Със загубата на флота си и с наближаването на две Римски армии към Мала Азия, Митридат няма друг избор освен да приключи войната и да изпълни условията поставени от Сула (Митридат трябва да се откаже от всичките си завоевания, включително Витиния и Кападокия, да предаде 78 военни кораба на Сула и да плати веднага компенсация между 2 – 3000 таланта).